# Apache (sprog)
 For alternative betydninger, se Apache (flertydig). (Se også artikler, som begynder med Apache)
Apache sproget stammer fra Athabascan-sprogfamilien og tales af en gruppe af seks kulturelt forbundne indianerstammer. De første fortegnelser om navnet Apache er fra 1581, fra Espejo Expeditionen, hvor de kaldte dem Apichi. Ordet Apache (som betyder kriger) stammer fra Yuman apa ("mand"), ahwa ("krig; slagsmål; kamp"), og tche, som danner ordkombinationen. (se mere under Apache).